# Marek Elżanowski
Marek Elżanowski (ur. 3 marca 1941 w Warszawie, zm. 23 sierpnia 1994 tamże) – polski prawnik, doktor habilitowany nauk prawnych, specjalista prawa administracyjnego.

## Życiorys
W 1954 r. ukończył Szkołę Podstawową nr 1 w Przasnyszu, następnie Liceum Ogólnokształcące w Przasnyszu, w 1963 r. — studia na Wydziale Prawa Uniwersytetu Warszawskiego. Jesienią 1963 r. rozpoczął pracę w Katedrze Prawa Administracyjnego UW, kierowanej przez profesora Jerzego Starościaka. W 1965 r. ukończył równolegle prowadzone studia ekonomiczne. W 1968 r. uzyskał stopień doktora na podstawie rozprawy Zakład państwowy w polskim prawie administracyjnym (otrzymał za nią nagrodę ministra). Rok później został mianowany adiunktem w Zakładzie Prawa Administracyjnego i Nauki Administracji UW.
W 1982 r. uzyskał od Rady Wydziału Prawa i Administracji Uniwersytetu Warszawskiego stopień naukowy doktora habilitowanego nauk prawnych na podstawie pracy Przesłanki reform podziału terytorialnego. Studium z nauki administracji i prawa administracyjnego. Rok później został powołany na stanowisko docenta, w 1991 r. został mianowany profesorem nadzwyczajnym UW. Od 1989 r. pełnił funkcję kierownika Zakładu Nauki Administracji, utworzonego w Instytucie Nauk Prawno-Administracyjnych. Kierował również Zakładem Organizacji Administracji w Instytucie Organizacji Zarządzania i Doskonalenia Kadr (później — Instytut Administracji i Zarządzania).
Prowadził badania i wykłady oraz wiele publikował, również za granicą. W 1969 r. uzyskał dyplom studiów podyplomowych Międzynarodowego Wydziału Prawa Porównawczego w Strasburgu. W 1992 r. stanął na czele zespołu rządowego zajmującego się opracowaniem założeń nowej organizacji terytorialnej państwa. Zmarł po długiej chorobie nowotworowej. Pochowany na cmentarzu Powązkowskim w Warszawie (kwatera E-5-21).
Brat zoologa Andrzeja Elżanowskiego, ojciec prawnika Filipa Elżanowskiego.